# Sociedad Madrid-París

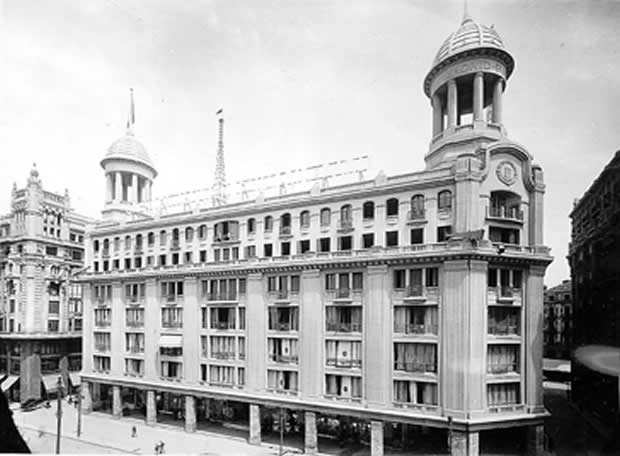
Het warenhuis Grandes Almacenes Madrid-París begin jaren 1930

De Sociedad Madrid-París was de eigenaar van Grandes Almacenes Madrid-París, het eerste warenhuis dat in de hoofdstad van Spanje werd geopend. Het opende in 1924 op Gran Vía 32 en bleef open tot 1934.

## Geschiedenis
Het bedrijf werd opgericht in 1920, met José María González als bestuursvoorzitter, Agustín Barbón als vicevoorzitter en Santiago Gommes Rodríguez als CEO en secretaris van de raad van bestuur. Het werd opgericht met kapitaal van de Franse vennootschap "Société Paris-France", eigenaar van de warenhuisketen "Les Dames de France", en had de panden op de calle Desengaño 19, 21, 23 en 25 en de calle Mesonero Romanos 40 gekocht om uiteindelijk het warenhuis Madrid-París te huisvesten. De ingang van het nieuwe gebouw zou komen via Avenida Pi y Margall 6, een straat die in de volksmond bekend stond als en later omgedoopt werd tot de "Gran Vía".
In 1921 werd op het verkregen grondstuk begonnen met de bouw van een gebouw van zes verdiepingen. Als gevolg van  stakingen en de complexiteit van de bouw, werd het gebouw pas eind 1923 voltooid en de winkel pas in januari 1924 geopend, zes maanden later dan gepland.
In het eerste jaar werden niet de verwachte resultaten behaald. Na het ontslag van de bestuursvoorzitter werd het personeelsbestand geherstructureerd, werden de overtollige onverkochte goederen van het voorgaande jaar uitverkocht en werden de afdelingen geherstructureerd. Gezien de financiële lasten waaronder het bedrijf gebukt ging, vanwege de aanzienlijke investering in de bouw van het gebouw en de inkoop van goederen, werd eveneens besloten de zesde verdieping van het gebouw te verhuren aan Unión Radio, met als dubbele bedoeling een bron van inkomsten en reclame veilig te stellen. In juni 1925 begon Unión Radio vanuit hier uit te zenden, wat tot op de dag van vandaag zo is gebleven.
Deze en andere maatregelen zorgden ervoor dat het bedrijf in 1929 de verliezen te boven kwam en in 1930 zijn uitbreiding door heel Spanje begon door nieuwe vestigingen te openen in Cuenca en Campo de Criptana.
De sociaal-politieke situatie die in 1930 begon, zorgde er echter voor dat het bedrijf in een neerwaartse spiraal van verliezen terechtkwam en uiteindelijk in 1934 de deuren sloot. Na de sluiting werd het gebouw in delen verkocht aan drie bedrijven. Het eerste deel werd verkocht aan Unión Radio, dat op de zesde verdieping en het dakterras gehuisvest was. Het tweede gedeelte werd verkocht aan de winkelketen Sepu, die datzelfde jaar haar Almacenes Populares Sepu opende. Het derde deel werd verkocht aan de Sociedad Anónima de Programas y Espectáculos, die in 1935 de bioscoop Madrid-Parijs opende.
Na een grondige renovatie van het gehele interieur, waarbij een poging is gedaan om gedeeltelijk het uiterlijk van de beginjaren te herstellen, nam in oktober 2015, de grootste winkel van Primark in Spanje zijn intrek in het pand. 